# The Clan Part. 2.5 Beautiful
The Clan Part. 2.5 Beautiful (também estilizado como The Clan, Pt. 2.5: Beautiful) é o primeiro álbum de estúdio e parte final da série The Clan, do grupo sul-coreano Monsta X. O álbum foi lançado em 21 de março de 2017, pela Starship Entertainment, e distribuído pela LOEN Entertainment. O álbum é composto por dez canções, incluindo a faixa-título, "Beautiful".

## Antecedentes e lançamento
No dia 17 de janeiro de 2017, durante a plataforma V Live, Jooheon avisou que o grupo iria retornar em breve, e que era para os fãs ficarem de olho nos spoilers que o grupo estava dando em suas interações nas redes sociais. Em 24 de fevereiro, a Starship Entertainment confirmou que Monsta X iria retornar no dia 21 de março de 2017, com seu primeiro álbum de estúdio, assim encerrando a trilogia The Clan. Durante quatorze dias o grupo liberou teasers de cada integrante na conta oficial do grupo no Twitter. No penúltimo dia, foi divulgado um vídeo na conta oficial da Starship, no Youtube, que contava com as prévias de todas as faixas do álbum. Finalmente, no dia 21 de março, a faixa-título "Beautiful" foi lançada em todas as plataformas digitais, juntamente com o álbum de estúdio.

## Composição
Dentre todas as faixas do álbum, três delas são escritas por Wonho, que participa pela segunda vez da composição de um álbum do grupo. Em particular, a faixa "넌 어때 (I'll Be There)", que teve a produção iniciada em 2016, foi criada em homenagem aos fãs do grupo, onde Wonho a descreveu como uma canção de agradecimento pelos fãs que os acompanharam desde o inicio e permitem que suas músicas sejam ouvidas. O grupo apresentou a faixa pela primeira vez em 15 de agosto do mesmo ano, num evento especial para os fãs, o Picnic In Monbebe World. Além disso, todas as faixas possuem suas letras de rap escritas por Jooheon e I.M.

## Promoção
O Monsta X realizou, como parte de suas promoções para o álbum, uma transmissão ao vivo atrás da plataforma de vídeo V Live, em 21 de março de 2017, falando sobre a produção do álbum, realizando brincadeiras, respondendo perguntas dos fãs e performando a faixa “넌 어때 (I'll Be There)”. Em 23 de março, o grupo apresentou pela primeira vez na televisão a faixa-título “아름다워 (Beautiful)” e "Ready or Not", no programa M! Countdown, da Mnet. Os integrantes também participaram de um episódio do programa Weekly Idol, da MBC, onde foi dedicado inteiramente ao seu retorno.

## Relançamento com "Shine Forever"
Em 2 de junho de 2017, Monsta X divulgou em sua conta oficial no Twitter que iria relançar o seu primeiro álbum sobe o título de Shine Forever em 19 de junho. A partir de 4 de junho foi divulgado fotos teasers de todos os membros e no dia 14 de junho foi divulgado uma prévia do clipe oficial da faixa-título que leva o mesmo nome do relançamento.
A faixa-título, "Shine Forever", foi performado pela primeira no primeiro show da turnê The First World Tour: Beautiful em 17 de junho em Seul, Coreia do Sul.
Finalmente, em 19 de junho o álbum é relançado junto com o videoclipe da faixa-título. Além das faixas já presentes em The Clan Part. 2.5: Beautiful, o relançamento continha duas faixas inéditas, uma delas sendo "Gravity", uma canção que fala sobre o termino repentino de uma relacionamento e a falta que essa pessoa faz, lhe deixando sem gravidade.

## Faixas
A lista de faixas foi divulgada na conta oficial do grupo no Twitter, em 11 de março de 2017 e do relançamento em 13 de junho.
| N.º            | Título                    | Letras                                                 | Música                             | Arranjos              | Duração |  |
| 1.             | "Ready or Not"            | Lish, Esbee, Stereo14, Jooheon, I.M                    | Lish, Esbee, Stereo14              | Lish, Esbee, Stereo14 | 3:17    |  |
| 2.             | "아름다워" (Beautiful)    | Star Warz, Jooheon, I.M                                | Star Warz                          | Star Warz, Athena     | 3:24    |  |
| 3.             | "넘사벽" (Incomparable)   | Xepy, 5$, Zomay, Lee Jiwon, Lee Kyungmin, Jooheon, I.M | Xepy, Vo3e, 1Mad, 5$, Zomay        | Vo3e                  | 3:43    |  |
| 4.             | "니가 필요해" (Need U)    | Lish, Esbee, Megatone, Jooheon, I.M                    | Lish, Esbee, Megatone              | Lish, Esbee, Megatone | 3:18    |  |
| 5.             | "OI"                      | Wonho, Brother Su, Jooheon, I.M                        | Wonho, Brother Su, JJB, Xepy, Vo3e | Vo3e                  | 3:11    |  |
| 6.             | "Miss You"                | Ye-Yo!, Jooheon, I.M                                   | Ye-Yo!, Jooheon                    | Ye-Yo!, Jooheon       | 3:18    |  |
| 7.             | "Calm Down"               | Mafly, Keyfly, Jooheon, I.M                            | Re:one, Delly Boi, Davey Nate      | Re:one, Delly Boi     | 3:07    |  |
| 8.             | "몬스타엑스" (All I Do)   | Lish, Esbee, 9999, Jooheon, I.M                        | Lish, Esbee, 9999                  | Lish, Esbee, 9999     | 3:38    |  |
| 9.             | "5:14 (Last Page)"        | Wonho, Jooheon, I.M                                    | Hyuk Shin, MRey, Jayrah Gibson     | Hyuk Shin, MRey       | 3:03    |  |
| 10.            | "넌 어때" (I'll Be There) | Wonho, Jooheon, I.M                                    | Wonho, JJB                         | Wonho, JJB            | 3:12    |  |
| Duração total: | Duração total:            | Duração total:                                         | Duração total:                     | Duração total:        | 33:10   |  |

| Shine Forever  |                           |                                                        |                                    |                         |         |  |
| N.º            | Título                    | Letras                                                 | Música                             | Arranjos                | Duração |  |
| 1.             | "Shine Forever"           | Lish, Stereo14, Bintage, Jooheon, I.M                  | Lish, Stereo14, Bintage            | Lish, Stereo14, Bintage | 3:28    |  |
| 2.             | "Gravity"                 | Mafly, Jooheon, I.M                                    | RE:ONE, Davey Nate                 | RE:ONE                  | 3:31    |  |
| 3.             | "Ready or Not"            | Lish, Esbee, Stereo14, Jooheon, I.M                    | Lish, Esbee, Stereo14              | Lish, Esbee, Stereo14   | 3:17    |  |
| 4.             | "아름다워 (Beautiful)"    | Star Warz, Jooheon, I.M                                | Star Warz                          | Star Warz, Athena       | 3:24    |  |
| 5.             | "넘사벽 (Incomparable)"   | Xepy, 5$, Zomay, Lee Jiwon, Lee Kyungmin, Jooheon, I.M | Xepy, Vo3e, 1Mad, 5$, Zomay        | Vo3e                    | 3:43    |  |
| 6.             | "니가 필요해 (Need U)"    | Lish, Esbee, Megatone, Jooheon, I.M                    | Lish, Esbee, Megatone              | Lish, Esbee, Megatone   | 3:18    |  |
| 7.             | "OI"                      | Wonho, Brother Su, Jooheon, I.M                        | Wonho, Brother Su, JJB, Xepy, Vo3e | Vo3e                    | 3:11    |  |
| 8.             | "Miss You"                | Ye-Yo!, Jooheon, I.M                                   | Ye-Yo!, Jooheon                    | Ye-Yo!, Jooheon         | 3:18    |  |
| 9.             | "Calm Down"               | Mafly, Keyfly, Jooheon, I.M                            | Re:one, Delly Boi, Davey Nate      | Re:one, Delly Boi       | 3:07    |  |
| 10.            | "All I Do (너만 생각해)"  | Lish, Esbee, 9999, Jooheon, I.M                        | Lish, Esbee, 9999                  | Lish, Esbee, 9999       | 3:38    |  |
| 11.            | "5:14 (Last Page)"        | Wonho, Jooheon, I.M                                    | Hyuk Shin, MRey, Jayrah Gibson     | Hyuk Shin, MRey         | 3:03    |  |
| 12.            | "넌 어때 (I'll Be There)" | Wonho, Jooheon, I.M                                    | Wonho, JJB                         | Wonho, JJB              | 3:12    |  |
| Duração total: | Duração total:            | Duração total:                                         | Duração total:                     | Duração total:          | 40:18   |  |

## Desempenho nas paradas musicais e vendas
| Tabela musical                                | Melhor posição |
| --------------------------------------------- | -------------- |
| Coreia do Sul (Gaon Weekly Album Chart)       | 2              |
| Estados Unidos (Billboard World Album)        | 1              |
| Estados Unidos (Billboard Heatseekers Albums) | 10             |
| Japão (Weekly Digital Albums Chart)           | 38             |

| País           | Vendas   |
| -------------- | -------- |
| Coreia do Sul  | 114,954+ |
| Estados Unidos | 2,000+   |
| Japão          | 5,797+   |